# Csáki Csaba
| Csáki Csaba                               | Csáki Csaba                                                  |
| Kattints az alábbi külső linkek egyikére! | Kattints az alábbi külső linkek egyikére!                    |
| ----------------------------------------- | ------------------------------------------------------------ |
| Nem található szabad kép.(?)              |                                                              |
| külső link · jogvédett                    | Csáki Csaba. Kommunista vezetők. életrajzok.                 |
| külső link · jogvédett                    | Csaba Csaki, a member of the Hungarian Central Bank policy c |

Csáki Csaba (Túrkeve, 1940. november 13. –) Széchenyi-díjas magyar agrárközgazdász, egyetemi tanár, a Magyar Tudományos Akadémia rendes tagja. Kutatási területe az agrár-közgazdaságtan matematikai modellezése; egyik bevezetője a matematikai eszközökre épülő mezőgazdasági tervezési és elemzési módszerek alkalmazásának. 1979 és 1985 között a Marx Károly Közgazdaságtudományi Egyetem Ipari Karának dékánja, majd 1991-ig az egyetem rektora. Rektorsága alatt kezdődött el a közgazdász-oktatás átalakítása.

## Életpályája
1959-ben kezdte meg egyetemi tanulmányait a Marx Károly Közgazdaságtudományi Egyetemen, ahol 1963-ban szerzett közgazdászdiplomát. Diplomájának megszerzése után az egyetem agrárközgazdaságtan (ma: agrár-közgazdaságtan és vidékfejlesztés) tanszékénél lett gyakornok. 1967-ben kapott tanársegédi, 1968-ban adjunktusi, 1972-ben docensi kinevezést. 1982-ben, mindössze negyvenkét évesen vehette át egyetemi tanári, majd 1991-ben tanszékvezetői kinevezését. 1979-ben megválasztották az egyetem Ipari Karának dékánjává, majd 1985-ben az egyetem rektorává. Utóbbi tisztségét 1991-ig viselte. Magyarországi munkája mellett 1971 és 1972 között Ford-ösztöndíjjal a Kaliforniai Egyetem davisi tagozatán kutatott. 1976-tól 1979-ig a laxenburgi Nemzetközi Alkalmazott Rendszerelemzési Intézet mezőgazdasági programjának vezető munkatársa volt. 1985 és 1987 között az Európai Agrárközgazdászok Szervezete alelnöke, 1991 és 1994 között az Agrárközgazdászok Nemzetközi Szervezete elnöke volt. 1992-től a Nemzetközi Agrárpolitikai Tanács tagja.
1971-ben védte meg a közgazdaság-tudományok kandidátusi, 1981-ben akadémiai doktori értekezését. 1976-ban bekerült az MTA Agrárközgazdaságtani Bizottságába. 1987-ben megválasztották a Magyar Tudományos Akadémia levelező, 1993-ban rendes tagjává. Az Országos Athenaeum Bizottságba tagja let, valamint 1989 és 1994 között a Kék Szalag Bizottságban is tevékenykedett. 1993-ban az Ukrán, 1995-ben a Grúz Mezőgazdasági Akadémia, illetve az Orosz Közgazdasági Akadémia külföldi tagjává választották. A Közgazdasági Szemle (1986–1992), az Acta Oeconomica (1986–2000), az Agricultural Economics (1986–1991) című szakfolyóirat szerkesztőbizottságának tagja tagja volt. 1985-től a European Forum for Agricultural Economics, valamint 1989-től a Gazdálkodás szerkesztőbizottságában dolgozik. 2007-ben a Falu szerkesztőbizottságának elnöke lett.

### Közéleti pályafutása
Bár tagja volt a Magyar Szocialista Munkáspártnak, felsőbb politikai szerepe csak 1988-ban lett, amikor a Minisztertanács mellett működő tanácsadó testület tagja lett. Ugyanebben az évben bekerült a párt Központi Bizottságába, melynek a párt feloszlásáig tagja volt.
Emellett 1989 és 1990 között a Világélelmezési Szervezet, illetve 2000 és 2003 között a Világbank és az Európai Fejlesztési Bank szakértőjeként is dolgozott. 2005 és 2011 között a Magyar Nemzeti Bank Monetáris Tanácsa tagja volt.

## Munkássága
Kutatási területei az agrárközgazdaságtan, az ágazati kapcsolati mérlegek mezőgazdasági üzemi felhasználása, a kvantitatív módszerek mezőgazdasági alkalmazása, valamint Kelet-Európa és a Szovjetunió agrárátalakulása.
Nevéhez fűződik a matematikai eszközökre épülő mezőgazdasági tervezési és elemzési módszerek alkalmazásának magyarországi bevezetése. Az ENSZ Mezőgazdasági és Élelmezési Szervezete (FAO) megbízásából egy program keretében kidolgozta az akkori szocialista országok mezőgazdasági fejlődésének előrejelzésére szolgáló szimulációs modellt. A rendszerváltás után kezdett el foglalkozni a kelet-európai mezőgazdaság átalakításának elméleti és politikai (elsősorban gazdaságpolitikai) problémáival foglalkozni.
Tudományos publikációi mellett jelentős tankönyvírói és jegyzetkészítői munkája is. Egyetemi vezetőként Zalai Ernővel közösen megkezdte az közgazdász-oktatás átalakítását. Publikációit magyar, angol és orosz nyelven adja közre.

## Családja
1964-ben nősült, házasságából egy leány-, illetve egy fiúgyermeke született. Fia, Csáki Csaba, fizikus professzor a Cornell egyetemen. Lánya, Csilla gyermekorvos, allergológus.

## Díjai, elismerései
- Akadémiai Díj (1970)
- A chicagói DePaul Egyetem tiszteletbeli doktora (1987)
- A Genti Egyetem díszdoktora (1990)
- Magyar Köztársaság Csillagrendje (1991)
- A Magyar Köztársasági Érdemrend tisztikeresztje (2005)
- A Szent István Egyetem díszdoktora (2006)
- Széchenyi-díj (2010)
- Túrkeve város díszpolgára (2011)
- A Széchenyi István Egyetem Mezőgazdaság- és Élelmiszertudományi Kar díszdoktora (2012)

## Főbb publikációi
- Mezőgazdasági ütemtervezés (társszerző, 1967)
- A vállalati géppark és géphasználat matematikai tervezése (Acsay Ferenccel és Varga Gyulával, 1973)
- A lineáris programozás felhasználási lehetőségei a mezőgazdasági vállalatoknál (Varga Gyulával, 1975)
- Mezőgazdasági vállalatok gazdaságtana (1975, 1979)
- Szimuláció alkalmazása a mezőgazdaságban (1976)
- Csáki Csaba–Varga Gyula: Vállalatfejlesztési tervek lineáris dinamikus modellje; Akadémiai, Bp., 1976 (A nagyüzemi gazdálkodás kérdései)
- Számítógépek a mezőgazdasági vállalatok irányításban (Mészáros Sándorral, 1977)
- Operációkutatási módszerek alkalmazása a mezőgazdaságban; szerk. Csáki Csaba, Mészáros Sándor; Mezőgazdasági, Bp., 1981
- Gyakorlati kalkulációk a mezőgazdaságban; szerk. Gönczi Iván; Mezőgazdasági, Bp., 1982
- Mezőgazdasági rendszerek tervezése és prognosztizálása; Közgazdasági és Jogi, Bp., 1982 (Iparosodó mezőgazdaság)
- Szimulációs módszerek alkalmazása a mezőgazdaságban (1981, angolul 1985)
- Mezőgazdasági rendszerek tervezése és prognosztizálása (1982)
- A Föld 2000-ben; magyar kiadás vál., szerk. Csáki Csaba; Mezőgazdasági, Bp., 1985
- A moduláris és lépcsős képzés a hazai felsőoktatásban. Felsőoktatási témacsoport; szerk. Csáki Csaba; Oktatáskutató Intézet, Bp., 1985
- Simulation and systems analysis in agriculture; angolra ford. Szirbik Ferenc, Radovics György; Elsevier–Akadémiai, Amsterdam–Bp., 1985 (Developments in agricultural economics)
- Csáki Csaba–Rabár Ferenc: Nemzetközi fejlődés – magyar agrárpolitika. Egy mezőgazdasági világmodell tanulságai; Közgazdasági és Jogi, Bp., 1990
- Az agrárfejlődés dilemmái a rendszerelemzés tükrében. Akadémiai székfoglaló. 1988. január 19.; Akadémiai, Bp., 1991 (Értekezések, emlékezések)
- Transformation of Agriculture in Central-Eastern Europe and the Soviet Union (1993)
- Agricultural Reform in Eastern Europe and the USSR. Dilemmas and Strategies (1994)
- Regional and international trade policy. Lessons for the EU accession in the rural sector-World Bank/FAO workshop, June 20-23, 1998; szerk. Csáki Csaba, John Nash; World Bank, Washington, 1999 (World Bank technical paper)
- Structural Change in the Farming Sectors in Central and Eastern Europe (2000)
- Agriculture in Transition: Land Policies and Evolving Farm Structures in Post Soviet Countries (2004)
- Restructuring market relations in food and agriculture of Central and Eastern Europe: impacts upon small farmers; szerk. Csáki Csaba; Agroinform, Bp., 2008
- Élelmezésbiztonság. A magyar élelmiszer-gazdaság, a vidékfejlesztés és az élelmiszer-biztonság stratégiai alapjai. Köztestületi stratégiai programok; szerk. Csáki Csaba; MTA, Bp., 2010